# Martin Tranmæl

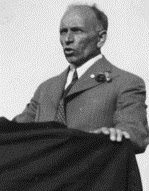
Martin Tranmæl

Martin Olsen Tranmæl (* 27. Juni 1879 in Melhus, Sør-Trøndelag; † 1. Juli 1967) war ein Führer der norwegischen Arbeiterbewegung.

## Leben
Vor dem Ersten Weltkrieg arbeitete Tranmæl sechs Jahre in den USA, wo er Kontakt zu den Industrial Workers of the World fand. Er engagierte sich nach seiner Rückkehr in der norwegischen Arbeiterpartei (NAP; auch DNA) und wurde Führer ihres linken Flügels. Als Parteisekretär befürwortete er 1919 den Anschluss an die Komintern. Nach einem Konflikt mit Grigori Sinowjew organisierte er 1923 jedoch den Austritt aus der Internationale. Die Partei wandte sich in den folgenden Jahren wieder der Sozialdemokratie zu. 
Tranmæl gehörte von 1925 bis 1927 dem Storting an und war von 1938 bis 1963 Mitglied des norwegischen Nobelkomitees. 
In den 1930er Jahren unterstützte Tranmæl den jungen deutschen Exilanten Herbert Frahm und ließ ihn in der Parteipresse unter dem Pseudonym Willy Brandt veröffentlichen.
Martin Tranmæl wurde auf dem Osloer Vår Frelsers Gravlund begraben.